# Shireplitis
Shireplitis és un gènere d'himenòpters de la família dels bracònids nativa de Nova Zelanda. Els individus d'aquesta família es mouen en un rang d'entre 1,8 i 2,4 mm de llargària del seu cos. Cinc de les sis espècies conegudes viuen només a l'Illa del Sud, mentre que l'altra es troba a l'Illa del Nord. El nom d'aquest gènere deriva de La Comarca (Shire en anglès), la llar fictícia dels hòbbits a les obres de J. R. R. Tolkien, i cinc de les espècies porten el nom d'un hòbbit, mentre que l'altra porta el nom del propi Tolkien.

## Descripció
Els individus d'aquestes espècies poden ser marrons o negres, i tenen unes dimensions d'entre 1,8 i 2,4 mm de llargària en el seu cos, amb quatre ales. Les espècies del gènere Shireplitis es diferencien d'altres membres de la subfamília de la microgastrinae per tenir unes potes relativament més curtes i més robustes, segments d'antenes més curtes en el cas de les femelles, en la forma del propodeum (primer segment abdominatl) i, en l'estructura de l'hipogeum, un 9è segment abdominal modificat.

## Taxonomia
- Shireplitis bilboi, anomenada per Bilbo Saquet, localitzada a l'Illa del Sud
- Shireplitis frodoi, anomenada per Frodo Saquet, localitzada a l'Illa del Sud
- Shireplitis meriadoci, anomenada per Meriadoc Brandiboc, localitzada a l'Illa del Sud
- Shireplitis peregrini, anomenada per Peregrín Tuc, localitzada a l'Illa del Sud
- Shireplitis samwisei, anomenada per Samseny Gamgí, localitzada a l'Illa del Nord
- Shireplitis tolkieni, anomenada per J. R. R. Tolkien, localitzada a l'Illa del Sud